# Občine v Bosni in Hercegovini
V Bosni in Hercegovini je najmanjša upravna enota občina (»opština/општина« ali »općina/опћина« v uradnih jezikih in pisavah). Pred vojno v Bosni in Hercegovini med letoma 1992 in 1995 je bilo v takratni Socialistični republiki Bosni in Hercegovini 109 občin. Deset od teh je tvorilo območje glavnega mesta Sarajevo. 
Po vojni se je število občin povečalo na 143, razvrščenih na naslednji način:
- 79 občin sestavljajo Federacijo Bosne in Hercegovine (FBiH), ki zavzema 51 % državnega teritorija. Občine znotraj Federacije so zbrane v desetih kantonih.
- 64 občin sestavljajo Republiko Srbsko (RS), ki zavzema 49 % državnega teritorija.

Poleg tega Distrikt Brčko ne pripada nobeni od entitet in je urejeno kot etažna lastnina obeh entitet FBiH in RS. Distrikt ustreza predvojni Občini Brčko. Čeprav se tehnično ne imenuje občina, se kot tako obravnava za statistične namene. 
Upravno ima vsaka občina občinski svet in občinski načelnik, ki sta običajno sestavljena iz urbanega območja z okoliškimi vasmi in podeželjem. Bosna in Hercegovina ima tudi 31 uradno določenih mest: Banja Luka, Bihać, Tuzla, Mostar, Zenica, Doboj, Prijedor, Bijeljina, Trebinje, Široki Brijeg, Cazin, Goražde, Livno, Zvornik, Gradiška, Živinice, Gračanica, Srebrenik, Gradačac, Visoko, Ljubuški, Čapljina, Derventa, Lukavac, Zavidovići, Konjic, Bosanska Krupa, Orašje in Stolac. Vsaka ustreza eni sami istoimenski občini. Sarajevo in Istočno Sarajevo sestavljata štiri oziroma šest občin, kar približno ustreza desetim predvojnim občinam, ki so sestavljale glavno mesto. 

## Občine Federacije Bosne in Hercegovine
- Banovići
- Bosanska Krupa
- Bihać
- Bosanski Petrovac
- Bosansko Grahovo
- Breza
- Bugojno
- Busovača
- Bužim
- Čapljina
- Cazin
- Čelić
- Centar, Sarajevo
- Čitluk
- Drvar
- Doboj Vzhod
- Doboj Jug
- Dobretići
- Domaljevac-Šamac
- Donji Vakuf
- Foča-Ustikolina
- Fojnica
- Glamoč
- Goražde
- Gornji Vakuf-Uskoplje
- Gračanica
- Gradačac
- Grude
- Hadžići
- Ilidža
- Ilijaš
- Jablanica
- Jajce
- Kakanj
- Kalesija
- Kiseljak
- Kladanj
- Ključ
- Konjic
- Kreševo
- Kupres
- Livno
- Ljubuški
- Lukavac
- Maglaj
- Mostar
- Neum
- Novi Grad, Sarajevo
- Novo Sarajevo
- Novi Travnik
- Odžak
- Olovo
- Orašje
- Pale-Prača
- Posušje
- Prozor-Rama
- Ravno
- Sanski Most
- Sapna
- Srebrenik
- Stari Grad, Sarajevo
- Stolac
- Teočak
- Tešanj
- Tomislavgrad
- Travnik
- Trnovo (FBiH)
- Tuzla
- Usora
- Vareš
- Velika Kladuša
- Visoko
- Vitez
- Vogošća
- Zavidovići
- Zenica
- Žepče
- Živinice

## Občine Republike Srbske
- Banja Luka
- Berkovići
- Bijeljina
- Bileća
- Kostajnica
- Brod
- Bratunac
- Čajniče
- Čelinac
- Derventa
- Doboj
- Donji Žabar
- Foča
- Gacko
- Gradiška
- Han Pijesak
- Istočni Drvar
- Istočna Ilidža
- Istočni Mostar
- Istočni Stari Grad
- Istočno Novo Sarajevo
- Jezero
- Kalinovik
- Kneževo
- Kozarska Dubica
- Kotor Varoš
- Krupa na Uni
- Kupres
- Laktaši
- Ljubinje
- Lopare
- Milići
- Modriča
- Mrkonjić Grad
- Nevesinje
- Novi Grad
- Novo Goražde
- Osmaci
- Oštra Luka
- Pale
- Pelagićevo
- Petrovac
- Petrovo
- Prijedor
- Prnjavor
- Ribnik
- Rogatica
- Rudo
- Bosanski Šamac
- Šekovići
- Šipovo
- Sokolac
- Srbac
- Srebrenica
- Stanari
- Teslić
- Trebinje
- Trnovo
- Ugljevik
- Višegrad
- Vlasenica
- Vukosavlje
- Zvornik